# Magmás kristályosodási fázisok
A magmás tevékenység során a magma lehűlésével keletkeznek a Föld ásványai. A különböző hőmérsékleteken kristályosodási fázisok különíthetők el. Ezek a szakaszok: előkristályosodás, főkristályosodás, utókristályosodás. Ez utóbbinak is három szakasza van: pegmatitos, pneumatolitos, hidrotermális.

## Előkristályosodás
Az előkristályosodás a magmás ásvány- és kőzetképződés első szakasza 1400–700 °C között. A magma izzó kőzetolvadék, 97%-a nyolc elem elegye, 1,3%-a könnyen illó, azaz vízgőz és különböző gázok elegye. A fölfelé haladó kőzetolvadék nem éri el minden esetben a felszínt, alacsonyabb szintbe érve megrekedhet, megszilárdulhat.
Az első szakaszban nehézfém szulfidok válnak ki: pirrhotin, pentlandit, kalkopirit, sperrylit.
Idővel ezekből a szulfidolvadékokból alakulnak ki a szililkátolvadékok. A szilikátolvadék gravitációs differenciáció hatására újból átalakul (második szakasz) és a következő anyagok keletkeznek: magnetit, kromit, apatit, gyémánt, néhány terméselem (platinafémek).
A nehézfémek válnak ki először. Ezek a kőzetek a mélységi magmás kőzetekbe ágyazódva halmozódnak fel. Így jöttek létre a magmás vasérctelepek. Ilyen vasérctelepek vannak Svédországban, Kanadában és Brazíliában is. Ezeket követik a litofil elemek, a szilícium, alumínium, mangán, kalcium, nátrium, kálium, lítium, rubídium, cézium, berillium, stroncium és bárium.
Nyomelemei a vas, cink, gallium, indium, tallium, germánium és az ón az oxikalkofil elemek közül.

## Főkristályosodás
Az ásványtársulások 700–380 °C között kristályosodnak, a szilárd kéreg magmás kőzeteit alkotják, ércek vagy nem érces nyersanyag telepek nem keletkeznek.
A Bowen-sor ásványkiválási sorrend, amely meghatározza, hogy a szilíciumtartalmú oldatokból először a kevés szilíciumot igénylő ásványok válnak ki, majd a növekvő szilíciumtartalom felé halad a kiválás. Az ásványosodás 900 °C körül két úton indul meg, az olivincsoporttal a nagy fajsúlyú kőzetalkotók, az anortittal a földpátok kezdődnek. A biotitok és káliföldpátok kiválása után már csak a muszkovit jöhet létre, majd – amennyiben még tartalmaz SiO2-t az oldat – szabad kvarc is kialakulhat a főkristályosodás végén. A szabadkvarc-tartalom tehát az adott olvadék kiinduló anyagának litofil- és nehéz pegmatofil elemtartalmának arányától függ.
Az alábbi sorozat fentről lefelé a csökkenő hőmérséklet mellett keletkező ásványokat mutatja:
| olivin          | olivin          | olivin          | olivin          | olivin          | olivin          |  |  | anortit    | anortit    | anortit    | anortit    | anortit    | anortit    |  |  |  |  |  |  |  |  |  |  |  |  |
| olivin          | olivin          | olivin          | olivin          | olivin          | olivin          |  |  | anortit    | anortit    | anortit    | anortit    | anortit    | anortit    |  |  |  |  |  |  |  |  |  |  |  |  |
|                 |                 |                 |                 |                 |                 |  |  | bytownit   |            |            |            |            |            |  |  |  |  |  |  |  |  |  |  |  |  |
|                 |                 |                 |                 |                 |                 |  |  |            |            |            |            |            |            |  |  |  |  |  |  |  |  |  |  |  |  |
| Mg–Fe piroxének | Mg–Fe piroxének | Mg–Fe piroxének | Mg–Fe piroxének | Mg–Fe piroxének | Mg–Fe piroxének |  |  | labradorit | labradorit | labradorit | labradorit | labradorit | labradorit |  |  |  |  |  |  |  |  |  |  |  |  |
| Mg–Fe piroxének | Mg–Fe piroxének | Mg–Fe piroxének | Mg–Fe piroxének | Mg–Fe piroxének | Mg–Fe piroxének |  |  | labradorit | labradorit | labradorit | labradorit | labradorit | labradorit |  |  |  |  |  |  |  |  |  |  |  |  |
| Ca–Mg piroxének | Ca–Mg piroxének | Ca–Mg piroxének | Ca–Mg piroxének | Ca–Mg piroxének | Ca–Mg piroxének |  |  | andezin    | andezin    | andezin    | andezin    | andezin    | andezin    |  |  |  |  |  |  |  |  |  |  |  |  |
| Ca–Mg piroxének | Ca–Mg piroxének | Ca–Mg piroxének | Ca–Mg piroxének | Ca–Mg piroxének | Ca–Mg piroxének |  |  | andezin    | andezin    | andezin    | andezin    | andezin    | andezin    |  |  |  |  |  |  |  |  |  |  |  |  |
| amfibol         | amfibol         | amfibol         | amfibol         | amfibol         | amfibol         |  |  | oligoklász | oligoklász | oligoklász | oligoklász | oligoklász | oligoklász |  |  |  |  |  |  |  |  |  |  |  |  |
| amfibol         | amfibol         | amfibol         | amfibol         | amfibol         | amfibol         |  |  | oligoklász | oligoklász | oligoklász | oligoklász | oligoklász | oligoklász |  |  |  |  |  |  |  |  |  |  |  |  |
| biotit          | biotit          | biotit          | biotit          | biotit          | biotit          |  |  | ortoklász  | ortoklász  | ortoklász  | ortoklász  | ortoklász  | ortoklász  |  |  |  |  |  |  |  |  |  |  |  |  |
| biotit          | biotit          | biotit          | biotit          | biotit          | biotit          |  |  | ortoklász  | ortoklász  | ortoklász  | ortoklász  | ortoklász  | ortoklász  |  |  |  |  |  |  |  |  |  |  |  |  |
|                 |                 |                 |                 |                 |                 |  |  |            |            |            |            |            |            |  |  |  |  |  |  |  |  |  |  |  |  |
|                 |                 |                 |                 | muszkovit       |                 |  |  |            |            |            |            |            |            |  |  |  |  |  |  |  |  |  |  |  |  |
|                 |                 |                 |                 |                 |                 |  |  |            |            |            |            |            |            |  |  |  |  |  |  |  |  |  |  |  |  |
|                 |                 |                 |                 | kvarc           |                 |  |  |            |            |            |            |            |            |  |  |  |  |  |  |  |  |  |  |  |  |

- A kéregben a fölfelé haladó magma a hőmérséklet további csökkenésével mélységi magmás kőzetekké szilárdul. Ezek:
- Bázisos mélységi magmás kőzetek (pl. gabbró)
- Semleges mélységi magmás kőzetek (pl. diorit)
- Savanyú mélységi magmás kőzetek (pl. gránit)

## Utókristályosodás
A kéregben felfelé haladó magma más kőzetek közé nyomul be. A kőzetté szilárdulás szakaszában a magmamaradék behatol a záró mellékkőzetek hasadékaiba, repedéseibe. Nagy mozgékonyságú, mert gőzökben és gázokban gazdag.
Kiindulási anyagok:
- SiO2
- Aluminium és alkálifémek
- víz
- könnyen illókban gazdag anyag
- hígfolyós maradék magma.

Pegmatitos szakasz (600-500 Cº): pl. K-földpát, drágakövekberill (smaragd, akvamarin), turmalin, korund ásványok (rubin, zafír), volframit. Hatalmas méretű ásványi kristályok keletkeznek, hasadékokban, telérekben, üregekben.
Pneumatolitos fázis (500-375 Cº, könnyenillókban feldúsult, nagy nyomású szakasz): pl. ónkő, kvarc, topáz, volframit, uránszurokérc, gránát-csoport; továbbá a kontakt metaszomatikus vasércek (magnetit, hematit).

## Pegmatitos fázis
700 Cº veszi kezdetét. 500 Cº-ra hűlve a magmamaradék a mellékkőzetek hasadékaiba hatolva (lehűlve) ércteléreket hoz létre. Ércnek nevezzük az olyan ásványt vagy ásványtársulást, mely alkalmas a gazdasági életben hasznosítható fém előállítására.
E szakaszban folytatódik az elő- és főkristályosodás során a kiválást megkezdő könnyű pegmatofil elemek (titán, vanádium, króm és mangán) kristályosodása, és megkezdődik a nehéz pegmatofil elemek (ittrium, cirkónium, hafnium, nióbium, tallium, molibdén, volfrám, ritkaföldfémek és aktinoidák) kristályosodása is.

## Pneumatolitos fázis
A magmamaradványok gőzei és gázai a mellékkőzetek repedéseiben keresnek utat (500-300 Cº-on). Ezekből lehűlve 500-300 Cº-on szintén fémek válnak ki. A környező kőzetek átalakítása közben pneumatolitos ásványok keletkeznek. Például: urán, tórium, ón, hasadóanyagok ásványai, radioaktív anyagok Így jöttek létre a magmás eredetű, a már nem magmás kőzetek belsejében az urán-, a tórium-, és az óntelepek.
A szakasz az oxikalkofil elemek (vas, cink, gallium, indium, tallium, germánium és az ón) fő kiválási periódusa.

## Hidrotermális fázis
A lehűlő magmás tömegbe jutó víz felforrósodva fémeket old ki a magmás kőzetekből, azokat átszállíthatja a mellékkőzetek más repedéseibe. Ha mellékkőzet anyaga reakcióba lép a vizes oldatokkal akkor újabb érctelepeket hoznak létre. Ezt a folyamat hidrotermális ércesedésnek nevezzük. Kialakultak a színesfém érctelepek cink, ólom, réz, arany, ezüst. Magyarországon a Mátrában és Rudabánya környékén található ilyen színesfém érctelep. A szakasz a sziderofil elemek (vas, kobalt, nikkel, ruténium, ródium, palládium, ozmium, irídium és a platina) és a szulfokalkofil elemek (vas, réz, ezüst, ólom, arzén, antimon és szelén) kiválásának fő periódusa.
A fontosabb termésfémek és ásványok: arany, ezüst, termésréz, galenit, szfalerit, pirit, cinnabarit, antimonit, kalcit, sziderit, dolomit, barit, kalkozin, covellin, magnezit, bornit, enargit, tetraedrit.

## Vulkáni utóműködés
Kiindulási anyag a felszínre törő magmás származású forró és melegvíz, gázkitörések, melynek hőfoka <370 °C, és SiO2-ben nagyon gazdag – Polimetallikus szulfidok, iszapvulkánok, gejzírek (víz) szolfatára (S), fumarola (C, N, vízgőz), mofetta (CO2).
A magmás kristályosodáson kívül csak egy jelentős kristályosodási típus van, a szedimentofil elemek dúsulása, amelyek hideg oldatokból válnak ki.